# Ignacio Blaluk
Ignacio Blaluk (* 23. November 2003) ist ein palauischer Leichtathlet, der sich auf den Sprint spezialisiert hat.

## Sportliche Laufbahn
Erste Erfahrungen bei internationalen Meisterschaften sammelte Ignacio Blaluk im Jahr 2022, als er bei den Mini-Pazifikspielen auf Saipan mit 12,02 s in der Vorrunde im 100-Meter-Lauf ausschied. Anschließend startete er dank einer Wildcard bei den Weltmeisterschaften in Eugene und kam dort mit 11,66 s nicht über die Vorausscheidungsrunde hinaus. Im Jahr darauf schied er bei den Pazifikspielen in Honiara mit 11,60 s und 23,87 s jeweils im Vorlauf über 100 und 200 Meter aus und 2024 kam er bei den Hallenweltmeisterschaften in Glasgow mit 7,38 s nicht über die Vorrunde im 60-Meter-Lauf hinaus.

## Persönliche Bestleistungen
- 100 Meter: 11,60 s (+0,7 m/s), 27. November 2023 in Honiara
  - 60 Meter (Halle): 7,38 s, 1. März 2024 in Glasgow
- 200 Meter: 23,87 s (0,0 m/s), 29. November 2023 in Honiara